# 海軍上將級戰鬥巡洋艦
海軍上將級戰鬥巡洋艦（英語：Admiral-class battlecruiser）是英國於第一次世界大戰後期設計的戰鬥巡洋艦，一開始設計為伊利沙伯女皇級戰列艦的改良版本但英國大艦隊司令約翰·傑利科認為再建造更多的戰列艦是多餘的。因此被重新設計為戰鬥巡洋艦。海軍上將級戰鬥巡洋艦一共有4艘，皆是使用英國著名的將領去命名包括有胡德、安森、豪以及羅德尼，因此被稱為海軍上將級。但是四艘船中有三艘被取消了。因為優先等級比不上商船和護航艦艇以及日德蘭海戰和隨後的德國更新銳的馬肯森級戰鬥巡洋艦下水，海軍上將級戰鬥巡洋艦的原本設計在海戰中暴露了很多問題，已經不足以應對更強大的威脅。1919年，最終英國海軍部決定開始設計新的戰鬥巡洋艦，稱為G3級戰鬥巡洋艦。但最後取消了。因此胡德號戰鬥巡洋艦成為了唯一的海軍上將級戰鬥巡洋艦。
胡德號戰鬥巡洋艦作為唯一的海軍上將級戰鬥巡洋艦成為了英國大西洋艦隊戰鬥巡洋艦分隊的旗艦。胡德號在服役後參加了1923-1924年的帝國巡遊。隨後在1936年的西班牙內戰期間加入了英國地中海艦隊直至二戰前夕才返回英國本土加入英國本土艦隊。
在二次世界大戰初，胡德號戰鬥巡洋艦的主要任務是打擊德國破交艦隊以及護航。在法國投降後，胡德號作為H艦隊的旗艦對停泊在凱比爾港的法國軍艦發動襲擊。1941年5月，胡德號戰鬥巡洋艦和英皇喬治五世級威爾斯親王號前往北大西洋攔截俾斯麥號戰列艦和歐根親王號重巡洋艦。但是在隨後的丹麥海峽海戰中，胡德號被德艦命中，武器庫遭到重創殉爆在五分鐘內沉沒。

## 設計背景
1906年，英國設計了無畏號令世界進入了無畏艦時代但是卻引起了一場海軍軍備競賽。經過8年軍備競賽後，在第一次世界大戰前英國皇家海軍已經擁有9艘裝備13.5英吋（343mm）主炮的戰鬥巡洋艦，而德國海軍只有4艘裝備305毫米主炮并且只有裝甲優勢。德國為了解決這種窘境，故設計了裝備350毫米主炮的馬肯森級戰鬥巡洋艦。而在當時英國在計劃建造新型高速戰列艦用於替代伊利沙伯女皇級戰列艦，但正因馬肯森級建造轉而直接改成戰鬥巡洋艦，否則英國將會在戰鬥巡洋艦上全面落下風。因爲哪怕是建造中的2艘聲望級戰鬥巡洋艦也要弱於馬肯森級。

## 設計歷程

### 初期設計
1915年，英國海軍部決定展開新的戰列艦設計作為伊利沙伯女皇級戰列艦的後繼級別。英國海軍造艦部的尤斯塔斯·亨利·威廉·丁尼生爵士為下一級戰列艦正式下達設計指令并由第三海軍大臣弗雷德里克·都鐸（Frederick Charles Tudor）呈送給海軍部造艦部。新的設計會在艦上武器，裝甲防護以及引擎動力方面在伊利沙伯女皇級戰列艦為基礎下進行改進。新的艦體在水下防護方面也應該要多加改進。因爲在開戰一年以來英國海軍發現由於戰列艦的乾舷太低，在惡劣的天氣中很容易湧上浪。特別是佈置在兩舷內嵌式的副炮炮郭，當艦艇高速行駛時，海浪會透過開孔湧入炮郭內，不但會影響火炮的瞄准射擊，還會導致戰艦重量的增加，降低艦體復原性。綜上，海軍部要求新戰艦擁有較高的乾舷，25節的航速和15英吋（381mm）主炮。在11月首個設計A已經被遞交至英國海軍部。英國海軍造艦部的設計A與伊伊麗莎白女王級戰列艦相比艦體的闊度增加了22%達到了104英尺（31.7m）並且長度增加至810英尺（246.9m）。如此巨大的艦體令到只能在三個船塢裏建造一個位於羅塞斯另外兩個位於樸次茅斯海軍基地。海軍上將級戰鬥巡洋艦安裝了更加大的防雷鼓包以及副武器為雙聯裝5英寸（127mm）炮安裝在前方甲板上。設計更大的排水量令到浮力比之前的英國无畏舰更多，同時新設計拉長了艦體降低了水下阻力令到全速可以達到26.5節(49.1km/h;30.5mph)比起伊利沙伯女皇級戰列艦高2.5節（4.6km/h;2.9mph）。第一海務大臣亨利·布拉德瓦·傑克遜爵士在12月6號駁回設計並認為新的海軍上將級會導致和美國展開新一輪的海軍軍備競賽，並且設計應該要增加甲板的裝甲防護以防止在遠距離交戰時被重創。
隨後，英國海軍部認為新設計B的艦體寬度不得超過90英尺(27.4m)，但是這個要求會損害艦隻的水下防護。設計B將船速減至22節以縮短艦體並且盡量減少吃水令到新的艦體可以適應更多其他船塢。隨後的設計C1有最全面的防雷鼓包，而設計C2則在不超過伊利沙伯女皇級戰列艦的艦體長度下最好的防雷鼓包。設計C1比設計B的艦長短了100英尺（30.5m），而設計C2只有610英尺（185.9m）但吃水增加了1 英尺 3 英寸（0.38 m）。在兩個設計專案中，都減少了副炮的數量以及裝甲防護。但是英國海軍部對新設計並不滿意，要求在設計A的基礎上基於伊利沙伯女皇級戰列艦的吃水，艦體寬度，艦上武器，裝甲防護，航速方面不變，但艦體長度更短。此外副炮由5英吋砲（127mm）更改為5.5英吋砲（140mm）。

### 中期設計
英國大艦隊司令約翰·傑利科認為馬肯森級戰鬥巡洋艦比起英國所有當時現役的戰鬥巡洋艦都先進和英國當時正在建造的2艘聲望級戰鬥巡洋艦以及3艘勇敢級戰鬥巡洋艦具有同樣航速，但是對比德國的主炮英國的裝甲太薄弱。德國新型戰列巡洋艦令皇家海軍在戰鬥巡洋艦上的數量和技術優勢蕩然無存。同時約翰·傑利科在基於伊利沙伯女皇級戰艦的經驗上認為新戰艦的航速不應該處於戰鬥巡洋艦和戰列艦之間。只能處於當時戰列艦的平均航速21節（ 39 km/h ; 24mph )或者是戰鬥巡洋艦的30節，并且最好是30節 （56 km/h ; 35mph ）。
1915年秋天，在約翰·傑利科的要求下，海軍部將原有的戰列艦的設計改成了戰列巡洋艦方案，方案由造艦部部長尤斯塔斯爵士負責，著名設計師阿特伍德和古多爾協助。由於英國情報部門推馬肯森級的航速為30節，新型戰鬥巡洋艦的航速要求達到32節。
1916年2月1日，英國海軍造艦部準備了兩個新設計給英國大艦隊司令約翰·傑利科。兩個新設計都是戰鬥巡洋艦，航速均有30節（56 km/h ; 35mph ）或以上，以及都裝備了8門15英寸（381mm）主炮。設計1的排水量為39，000長噸（39，626噸）水線裝甲帶減少了2英寸，航速有30節。設計1採用了和當時戰列艦同款的大管水管鍋爐，這就解釋了為什麼設計1比之前的任何戰列艦設計都大 9,000 長噸（9,144 噸）。而設計2和設計1的差別只是在鍋爐上，設計2更改為小管水管鍋爐。設計2的改進令到排水量比設計1減少了3,500 長噸（3,556 噸），並且吃水減少了1英尺。 這些節省的排水量，足以令到总工程师沒有反对意见，儘管小管水管鍋爐需要更频繁、昂贵的维修。英國海軍造艦部被要求提交另外四個使用小管鍋爐的設計，另外四個新設計於2月17日提交。設計3是在設計2的基礎上增加馬力至到160，000匹馬力（120，000kW)令到最高航速可以達到32節（59km/h ; 37mph）。其餘的三個新設計則有4門，6門或者8門的18英寸（457mm）主炮。設計3被選中，英國大艦隊司令約翰·傑利科規定新設計不得小於8門主炮以減少對精確火控造成問題，並提供兩種替代方案，第一種配備12門5.5英寸（140mm）副炮，第二種配備16門5.5英寸（140mm）副炮。隨後，第二種方案於4月7日被選中，4月19日英國海軍訂購了三艘船（胡德、豪和羅德尼）。第四艘船安森于於6月13日訂購。

### 後期修訂
1916年5月31日日德蘭海戰當天，胡德號戰鬥巡洋艦開始鋪設龍骨，正式開工建造。在日德蘭海戰中失去三艘英國戰列巡洋艦導致所有三艘艦艇的工作暫停，等待對設計缺陷進行調查。約翰·傑利科上將在調查後將船隻的損失歸咎於彈藥裝填程序，導致砲塔或彈藥輸送帶中的火災延燒至彈藥庫。調查報告建議在彈藥庫和操作室安裝防火設備以及增厚甲板裝甲，防止有砲彈碎片或者炮彈擊穿彈藥庫。但是，海軍造艦部和第三海務大臣反對增厚甲板裝甲，因為當時並沒有證據顯示彈藥庫曾經或可能被擊穿。
7月5日，海軍造艦部提交了海軍上將級的兩個修訂設計。設計一略微增加了甲板、砲塔、砲台、煙囪的裝甲，為 5.5 英寸彈藥庫門口和輸送帶裝甲增厚1英寸，發電機數量從4個增加到 8 個。第一設計令到排水量增加了1,250長噸（1,270噸），吃水增加9英寸（228.6mm）。設計二大幅地增加了裝甲防護，令到設計二由戰鬥巡洋艦轉換為快速戰列艦。水線裝甲厚度增加了50%，而甲板裝甲就像設計一稍為增加。設計二的改進令到排水量增加了4,300長噸（4,369噸）並且吃水增加了2英寸，但航速會降低半節。新設計雖然會更加接近伊利沙伯女皇級戰列艦，但是航速會快上7節（13km/h ; 8.1mph）並且有更好的魚雷防護，但是排水量比起伊利沙伯女皇級增加13,000長噸（13,209 噸）。在海軍造艦部遞交了上述設計後，被要求考慮三聯裝15英吋主炮的可能性。最終，英國海軍部選擇了設計二。9月1日，胡德號戰鬥巡洋艦重新開工。
9月尾，根據對日德蘭海戰的進一步分析，胡德號的裝甲方案略有修改。甲板裝甲增厚，以確保在炮彈入射角30度的情況下至少有9英寸的裝甲。1917年有進一步的改動，增加了炮塔前方及炮塔上方的厚度。以上的改動令到胡德號增加了600長噸（610噸）排水量，吃水增加3英寸（76.2mm）但航速減低至31節（57km/h ; 36mph）。1918年時候胡德號繼續進行改進，彈藥庫上方的裝甲從1英寸增加到2英寸，為了抵消增加的排水量就省略了前甲板煙囪進氣口的裝甲。1919年5月，和彈藥庫並排的主甲板裝甲增加到3英寸（76 mm），結果刪除四門5.5 英寸（140mm）副炮。6月，胡德號被允許前彈藥庫上方的主甲板裝甲增加至5英寸（127mm）後彈藥庫的則增加至6英寸（152mm），為了抵消增加的排水量，刪除四具魚雷管及其配套的裝甲，魚雷控制塔的裝甲被削減至只有1.5英寸（38.1mm）。但是，上述被允許的修訂從未實行，只有魚雷管減少裝甲。
在1917年，除了胡德號以外的三艘海軍上將級的建造工程已經被暫停，因為所需的勞動力和材料將用於修理和建造優先程度更高的商船和護航艦艇，以保持U艇封鎖對英國時的海上補給綫暢通。然而，設計修訂仍在繼續，雖然胡德號已經足夠先進不需要設計修訂，最終差別可令到其他三艘船組成自己的級別。1917年尾，對被暫停艦艇設計進行了修改，將炮塔頂部的厚度增加6英寸（152 毫米）以及對裝甲艙壁進行了改動。修訂令到排水量增加了267長噸（271噸）。除此以外，還重新設計了艦橋結構，將煙囪靠得更近以及將15英吋炮的炮彈庫和彈藥庫交換位置。彈藥庫交換位置可以以損失輕微的航速和損失彈藥儲存為代價以容納新艙室。

### 整體特徵
海軍上將級戰鬥巡洋艦比前一級聲望級戰鬥巡洋艦更加大。艦長達到860呎（262.1m)，艦寬達到104呎（31.7m），在滿載排水量下吃水可以達到31呎6英寸（9.6m），比聲望級長110 英尺（33.5 m），寬14英尺（4.3 m）。在標準排水量下可以達到41,200長噸（41，861噸），滿載排水量下可以達到45,620長噸（46，352噸），比起聲望級多13,000長噸（13，210噸）。海軍上將級在滿載排水量下具有4.6英尺（1.4 m）的穩心高度以及完整的雙層船底。

### 引擎動力
海軍上將級戰鬥巡洋艦裝備了四套布朗-柯蒂斯（Brown-Curtis）單減速齒輪蒸汽渦輪機組，每套驅動一個螺旋槳軸，以及有三個引擎室。在前方的引擎室安裝了兩個驅動兩側翼軸蒸汽渦輪，中間引擎室裝有用於左舷內軸的蒸汽渦輪，以及後引擎室裝有右舷內軸的蒸汽渦輪。每組蒸汽渦輪的外殼中都內置了一個巡航蒸汽渦輪。渦輪機由24台亞羅小管鍋爐提供動力，這些鍋爐都平均分在四個鍋爐室之中。鍋爐在235磅/平方英寸 (1,620 kPa) 的工作壓力下理論上可以產生總計144,000匹馬力（107,000 kW），但在胡德號的航行測試期間達到了超過151,000馬力（112,601 kW），航速略微超過31節（57 km/h；36 mph）設計速度。
胡德號可以攜帶1,200長噸（1,219 噸）燃料油，最大容量為4,000長噸（4,064噸）。在滿載排水量下，胡德號14節的速度航行時，航程可以達到7500海里（13,890公里 ; 8,630英里）。胡德號有八台175千瓦（235馬力）發電機、兩台柴油機、兩台蒸汽渦輪發電機和四台往復式發電機。

### 武器配備

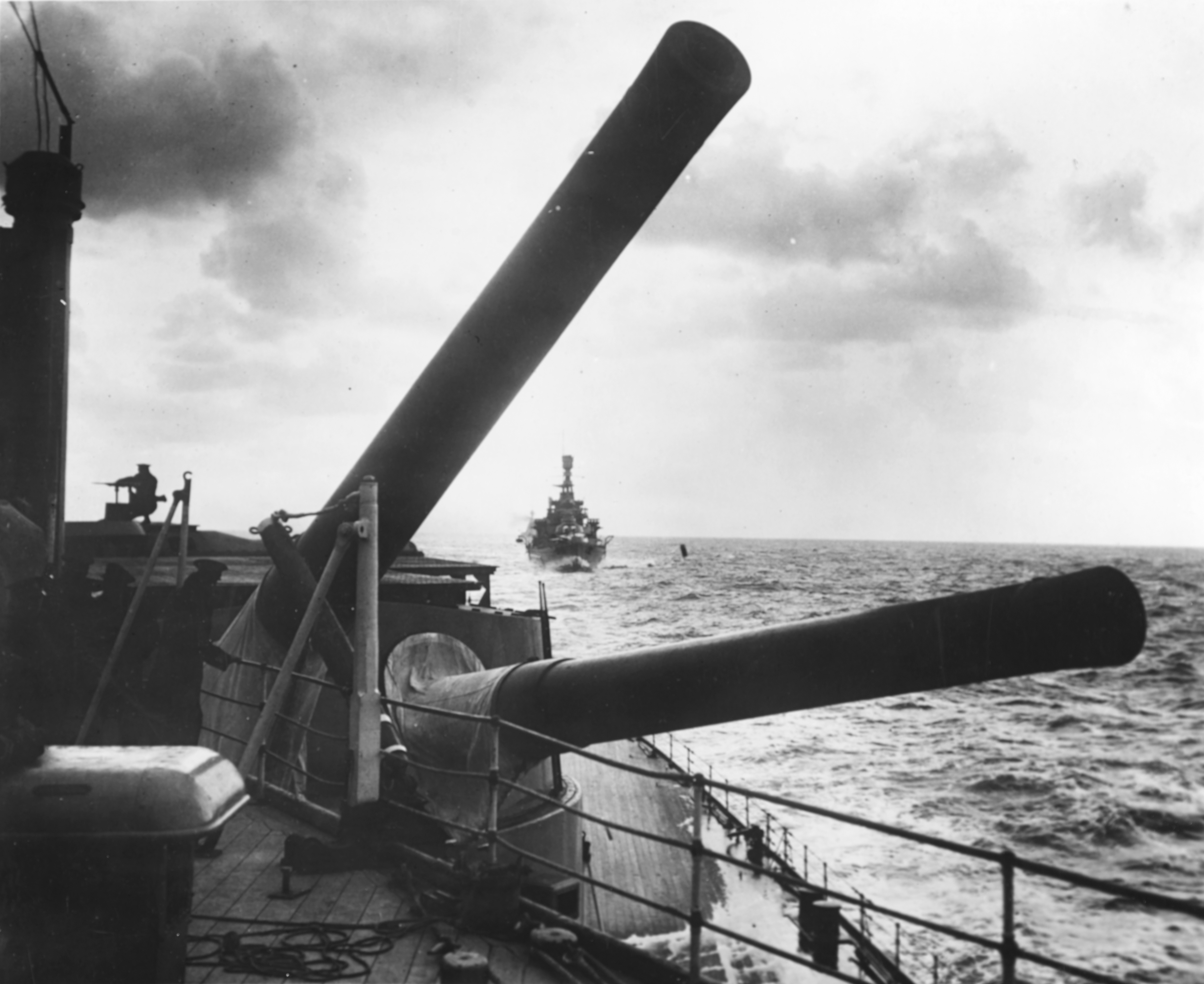
1926年胡德的15英吋砲

海軍上將級戰鬥巡洋艦裝備了8門雙聯裝BL15英吋主炮，主炮在四個雙液壓驅動的Mark II炮塔中，從前到後炮塔代號順序為A、B、X、Y。主炮俯仰角最低可以達到-3度，最高可以達到30度，俯仰角只要在20度以下就可以進行裝填，但是高角度裝填會減慢主炮返回至到標準位置的速度。海軍上將級每門15英吋主炮攜帶120枚炮彈。在使用1,920 磅（871千克）的炮彈的情況下，主炮初速可以達到2,467英尺/秒（752米/秒），令到使用穿甲彈的最大射程為29,000碼（26,518米）。
海軍上將級的副炮為16門BL5.5英寸炮安裝在前甲板的樞軸支架上受炮盾保護。每門5.5英吋主炮攜帶200枚炮彈。CPII支架上的火砲最大仰角為30°。射速是每分鐘為十二發，在使用82磅（37公斤）炮彈的情況下，主炮初速可以達到2,790英尺/秒（850 米/秒，在30° 仰角時，最大射程為17,700碼（16,200米）。
防空方面，海軍上將級設計配備了四門QF4英寸Mark V高射砲，最大俯角為-5°，最大仰角為80°，可以以2,387英尺/秒（728 米/秒）的初速以每分鐘10到15發子彈的速度發射31磅（14公斤）的高爆彈。最大射程為31,000英尺（9,400米），但有效射程要短得多。
至於魚雷方面，有2具21英寸（533mm）水下魚雷發射管安裝在A砲塔前方。本來打算安裝8具Mark V魚雷發射管在後煙囪附近但胡德號只安裝了4具。魚雷發射管由液壓動力裝填和移動，水下魚雷發射管使用壓縮空氣發射魚雷，而甲板上的則是使用堇青石裝藥。A型砲塔砲彈艙前部的兩個彈藥庫可容納三十二枚魚雷，每枚都有一個515磅（234公斤）的 TNT 彈頭。魚雷有三檔速度來控制魚雷的射程，以35節航行時，射程達到8,000碼（7,315米），以29節時，射程達到10,000碼（9,144米），以25節的速度航行時，射程達到13,500碼（12,344米）。

### 火控系統
海軍上將級的主砲是由兩個火控系統控制。一個位於指揮塔的裝甲罩上方，另外一個位於前桅的桅頂。B火控也可以控制所有主砲塔，而X火控可以控制後方的砲塔。來自裝甲罩中30 英尺（9.1米）測距儀的數據被輸入到位於平台甲板上發射站 (TS)的Mk V 德雷爾火控表，數據會被轉換成射程和偏轉數據以供主砲開火使用，目標的數據也以圖形方式記錄在繪圖表上，幫助砲兵預測目標移動。前桅頂裝有一個15英尺（4.6 米）測距儀。每個砲塔都在砲塔頂部的裝甲外殼中配備了一個30英尺測距儀和一個用於砲台火控內的杜馬雷斯克（Dumaresq）模擬計算機。
副砲主要由安裝在艦橋兩側的5.5 英寸導向器控制。前桅頂的兩個額外控制位置進行輔助，這些位置都配備了9英尺（2.7米）測距儀和用於本地控制的杜馬雷斯克（Dumaresq）計算機，但觀察數據通常會發送到下層甲板的5.5英寸TS上，就像15英寸炮的程序一樣，除了發射數據是由兩個F型火控時鐘（模擬計算機）計算的。高射砲由安裝在船尾上層建築上的一個簡單的2米（6 英尺 7 英寸）測距儀控制。
最初設計中，魚雷有一個類似的程序，其中各種測距儀，尤其是後魚雷控制塔上方的15英尺測距儀，偏轉瞄準由魚雷TS中的德雷爾表提供數據，該表與下層甲板上的5.5英寸TS相鄰。然而，胡德號在1929年至1931年的改裝期間，德雷爾表被拆除，射擊計算改為在艦橋的魚雷控制位置進行。

### 裝甲防護
海軍上將級戰鬥巡洋艦的主要水線裝甲帶有12英寸（305mm）厚，在某一些位置向外傾斜12°，以將裝甲帶保持在防雷鼓包內，並在魚雷擊中時可以將壓力轉移。裝甲角度增加裝甲於水平、近距離射擊的厚度，代價是降低了裝甲帶高度，增加了砲彈在裝甲帶上面或下面擊穿的可能性。但傾斜裝甲帶使海軍上將級的裝甲厚度與最新的英國無畏艦一樣有13英寸（330毫米）。主要水線裝甲帶長562英尺（171.3米），從A砲塔的前緣到Y砲塔的中間。在A砲塔的前方，水線裝甲帶減少到6英寸，然後遂步減少到5英寸（127毫米），並在船頭附近的5英寸（127毫米）艙壁結束。主要水線裝甲帶的尾端減少到6英寸（152毫米），但裝甲帶跟船頭一樣沒有到達船尾，而是只達到一個5英寸（127毫米）的艙壁。主要水線裝甲帶的高度為9英尺6英寸（2.9 m），有4英尺（1.2 m）低於設計水線。在水線裝甲帶上面是7英寸的中間裝甲帶，高7英尺（2.1米），還有5英寸的上裝甲帶，高9英尺（2.7米）。中間裝甲帶在A砲塔和Y砲塔之間，兩端有四英寸的橫隔板。上裝甲帶僅從A砲塔運行到輪機室的末端，並在達到一個四英寸的橫向艙壁中。胡德號的五個裝甲甲板厚度從0.75到3英寸（19到76毫米）不等，其中彈藥庫和舵機的上方最厚。靠近A砲塔和Y砲塔的主裝甲甲板有5英寸厚以保護彈藥庫。
砲塔前方的裝甲厚15英寸，側面厚11至12英寸（279至305毫米），砲塔頂厚5英寸。儘管A砲塔和Y砲塔在甲板下方的裝甲比其他砲塔厚得多，但砲塔的裝甲最多為12英寸，在甲板下方的裝甲會減薄。指揮塔裝甲厚9到11英寸，是艦上最大的裝甲，重600長噸（610 噸）。指揮塔頂上的主要火控指揮員受到裝甲罩的保護，裝甲罩的正面有6英寸厚，側面有2英寸厚，頂部有3英寸厚的裝甲。三種防雷鼓包厚1.5英寸（38毫米）、1英寸（25毫米）和 0.75英寸（19毫米）
海軍上將級戰列巡洋艦是第一艘安裝防雷鼓包的英國主力艦上，防雷鼓包充分吸收了第一次世界大戰前開始的一系列實驗的經驗。防雷鼓包由一個外部空氣空間、一個內部浮力空間和 1.5 英寸的防護艙壁組成。浮力空間充滿了密封的鋼製易碎管，為了在被命中時吸收衝擊波以及將爆炸力分散到盡可能大的區域。胡德號建成後，對用水填充的防雷鼓包進行測試，結果同樣有效，而且便宜得多。

## 建造
1916年5月31日日德蘭海戰當天，胡德號戰鬥巡洋艦開始鋪設龍骨，正式開工建造。在日德蘭海戰中失去三艘英國戰列巡洋艦導致所有三艘艦艇的工作暫停，等待對設計缺陷進行調查。胡德號戰鬥巡洋艦重新在9月1日開工建造。
在1917年，除了胡德號以外的三艘海軍上將級的建造工程已經被暫停，因為他們所需的勞動力和材料將用於建造和修理優先程度更高的商船和護航艦艇，以在 U 艇封鎖時保持英國的交通線暢通。
在所有海軍上將級戰鬥巡洋艦中，胡德號是最接近完成的。因此如果當時德國人不停下他們對新的戰鬥巡洋艦的建造工程，胡德號又會繼續建造。在此期間，戴維·貝蒂上將不斷敦促胡德號的建造速度加快和胡德號的姊妹艦重新開工。但是，但戰爭內閣拒絕批准這兩項措施，因為為推行造船計劃不能犧牲任何東西。在戰爭結束後,被暫停的三艘船被取消了,因為難以基於戰爭經驗而進行改進。

## 同級艦
| 艦隻     | 造船廠                        | 艦名出處                                     | 建造日期       | 下水日期      | 服役日期      | 結局                                 |
| -------- | ----------------------------- | -------------------------------------------- | -------------- | ------------- | ------------- | ------------------------------------ |
| 胡德號   | 約翰布朗&公司，克萊德班克     | 第一代胡德子爵塞繆爾·胡德海軍上將            | 1916年9月1日   | 1918年8月22日 | 1920年5月15日 | 1941年5月24日在丹麦海峡海战中沉沒    |
| 安森號   | 阿姆斯特朗-惠特沃斯，埃爾西克 | 第一代安森男爵喬治·安森海軍上將              | 1916年11月9日  | 不適用        | 不適用        | 1917年3月9日暫停 ; 1919年2月27日取消 |
| 豪號     | 卡梅爾·萊爾德，伯肯黑德       | 第一代豪侯爵理查德·豪海軍上將                | 1916年10月16日 | 不適用        | 不適用        | 1917年3月9日暫停 ; 1919年2月27日取消 |
| 羅德尼號 | 約翰·埃爾德有限公司，加文     | 第一代羅德尼男爵喬治·布賴吉斯·羅德尼海軍上將 | 1916年10月9日  | 不適用        | 不適用        | 1917年3月9日暫停 ; 1919年2月27日取消 |

## 服役歷史

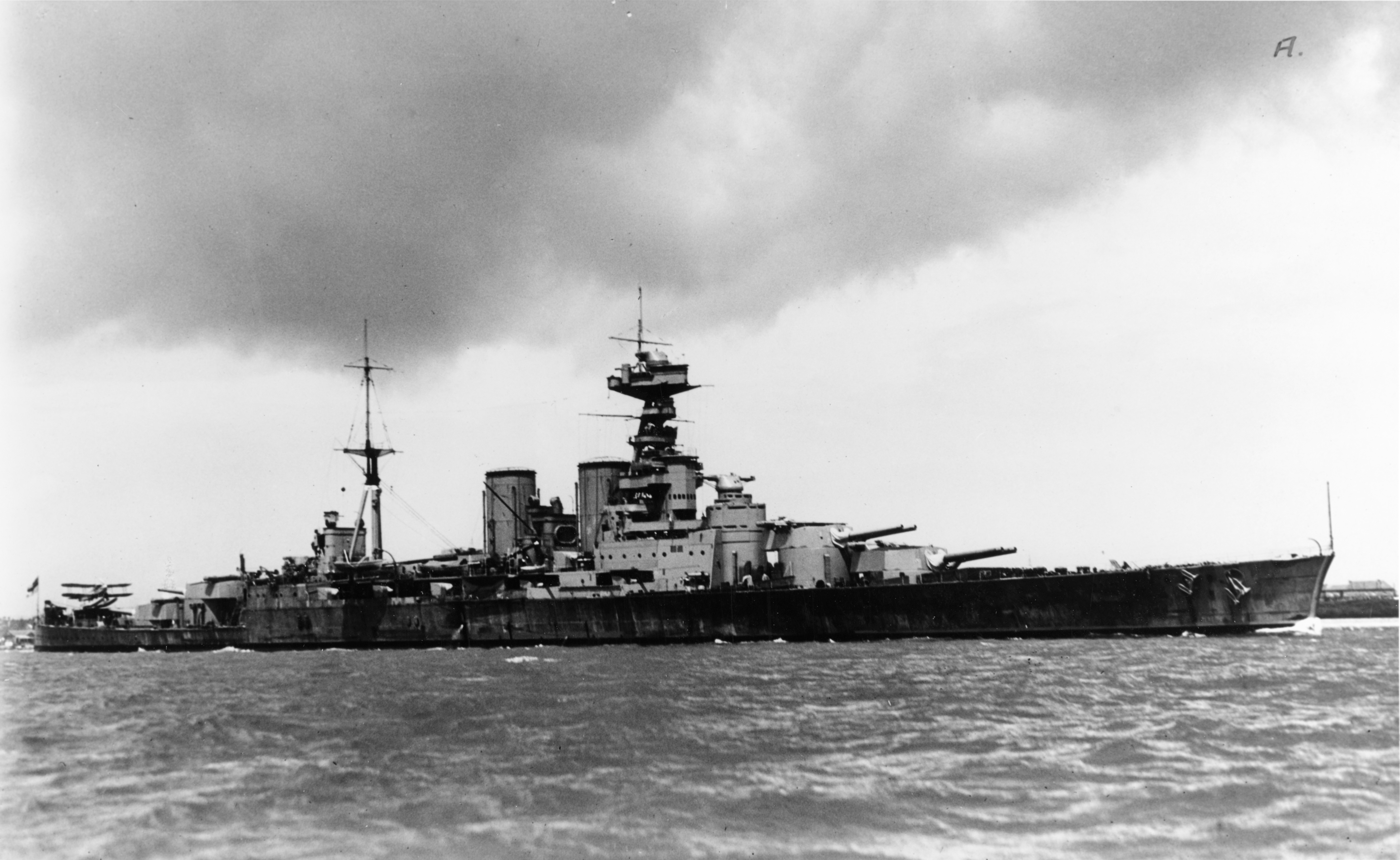
1932年的胡德號

胡德號戰鬥巡洋艦在1920年5月15日服役後不久，胡德號成為大西洋艦隊戰列巡洋艦中隊的旗艦，由羅傑·凱斯少將指揮。這一年，胡德號在斯堪的納維亞水域進行了一次巡航。並在1921年和1922年訪問了地中海，與地中海艦隊一起訓練，然後與戰列巡洋艦中隊一起航行到巴西和西印度群島。
1923年11月，胡德號在反擊號戰列巡洋艦和第一輕巡洋艦中隊的多艘達內級巡洋艦的陪同下，從西向東經巴拿馬運河開始了帝國巡遊。 10個月後，於1924年9月回國。 1925年1月，戰列巡洋艦中隊訪問里斯本，參加瓦斯科-達伽馬的慶祝活動，然後繼續在地中海進行演習。胡德號在這十年中繼續這種冬季訪問地中海的訓練模式。
1929年5月1日至1931年3月10日，胡德號進行了一次大修，之後恢復了作為戰列艦中隊旗艦的角色。同年晚些時候，胡德號的船員參加了因弗戈登兵變，因為水手們的工資被削減。叛變和平結束，胡德號隨後回到了她的母港。 1932年初，戰列艦中隊進行了一次加勒比海巡航。1933年，胡德號又恢復了以前的做法，在地中海進行冬季巡航。 1935年1月23日，在前往直布羅陀進行其中一次巡航時，胡德號與聲望號戰列巡洋艦相撞，但只是輕度受損。參加了次年8月在斯皮特海德舉行的英王喬治五世銀禧節艦隊檢閱。不久之後，胡德號被調往地中海艦隊，在第二次意大利-阿比西尼亞戰爭和西班牙內戰爆發時駐紮在直布羅陀。 1937年4月23日，儘管國民黨巡洋艦Almirante Cervera號試圖封鎖畢爾巴鄂港，但胡德號還是護送三艘英國商船進入該港。 1939年1月，胡德號回到朴茨茅斯進行大修，並一直大修到8月12日。

### 第二次世界大戰
1939年6月，胡德號戰鬥巡洋艦被分配到本土艦隊的戰列巡洋艦中隊，當時胡德號還在改裝；同年晚些時候戰爭爆發時，胡德號主要在冰島和法羅群島附近巡邏，護航商船並攔截試圖闖入大西洋的德國破襲艦隊。 1939年9月，胡德號被一枚250公斤（550磅）的飛機炸彈擊中，造成輕微損傷。到了1940年初，胡德號的引擎處於糟糕的狀態，限制了胡德號的航速為26.5節（49.1公里/小時；30.5英里/小時）；胡德號在4月4日至6月12日期間進行了改裝。加了1940年7月的凱比爾港海戰。就在法國投降的8天后，英國海軍部向奧蘭的法國艦隊發出了最後通牒，以確保法國艦隊不會落入德國或意大利的手中。但被拒絕了，皇家海軍向停泊在那裡的法國艦隊開火。胡德號損壞了敦克爾克號戰列艦，後者被四枚15英寸的砲彈擊中，被迫靠岸。胡德號在交戰期間被敦刻爾克號擊中；兩人受傷。敦刻爾克號的姊妹艦史特拉斯堡號戰列艦成功地逃出了港口，胡德號與幾艘輕巡洋艦追擊，胡德號為了避開了一艘法國小型風帆戰船的魚雷齊射，導致一具渦輪發動機故障，航速僅剩28節（52每小時；32英里每小時），只能在兩個小時後放棄追擊
8月10日，胡德號在返回斯卡帕灣後，聲望號戰列巡洋艦接替成為H部隊的旗艦。在經過短暫的整修後，又恢復了針對德國破襲艦隊的巡邏和護送船隊。並一直持續到1941年1月，當時胡德號開始了持續到3月的改造。改造完成後，胡德號出海，試圖攔截德國戰列艦格奈森瑙號和沙恩霍斯特號。任務失敗之後，胡德號受命前往比斯開灣攔截任何試圖從布雷斯特突圍的德艦。 4月19日，當海軍部收到俾斯麥號從德國出發的虛假報告時，胡德號被命令前往挪威海。此後，胡德號在北大西洋上巡邏，並於5月6日返回斯卡帕灣。

#### 丹麥海峽之戰
1941年5月21日晚，胡德號和新完工的威爾士親王號戰列艦從斯卡帕灣駛出，與在格陵蘭島和冰島之間的丹麥海峽巡邏的諾福克號和薩福克號重巡洋艦會合，因為有消息說俾斯麥號和歐根親王號重巡洋艦已經進入北大西洋。 5月23日傍晚，當薩福克號在冰島北部發現德國戰艦時，胡德號戰鬥巡洋艦和威爾士親王號戰列艦還沒有到達海峽。胡德號和威爾士親王號改變了航向並提高了航速進行攔截。並在5點37分發現了德國戰艦，但德國戰艦也發現了胡德號和威爾士親王號。上午5點52分，胡德號向領頭的歐根親王號開火，俾斯麥號與歐根親王號則則於3分鐘後開始反擊，兩艦的開火目標皆為胡德號。歐根親王號似乎是第一個在戰鬥中擊中敵方的船艦，她的一發炮彈命中胡德號煙囪中間的甲板，點燃置放於甲板上的防空炮與UP火箭彈發射器備彈，轉瞬間便引發大火就在6點之前，當胡德號向左轉20°藉此讓後炮塔能夠進行射擊時，胡德號又被俾斯麥號的第五輪齊射的砲彈擊中船甲板後，向下貫穿至胡德號船尾的15英寸砲彈彈倉。彈藥庫幾乎是在瞬間爆炸，爆炸使胡德的船尾產生大量的黑煙，歐根親王號上的攝影師將這一幕記錄了下來。短短幾分鐘後胡德號沉沒，全艦僅有三人存活。

## 引用
1. 1 2 3 4  江, 泓. . 中國: 吉林文史出版社. 2019: 213–214. ISBN 9787547233030.
2. 1 2  Raven and Roberts 1976, pp. 61–62
3. ↑  Raven and Roberts 1976, p. 60
4. ↑  Raven and Roberts 1976, p. 61
5. ↑  Roberts 1997, p. 58
6. ↑  Raven and Roberts 1976, p. 70
7. ↑  Roberts 1997, pp. 56–58
8. 1 2  Raven and Roberts 1976, p. 63
9. 1 2  Roberts 1997, pp. 58–60
10. ↑  Roberts 1997, pp. 60, 62
11. ↑  Campbell 1978, p. 72.
12. 1 2  Roberts 1997, pp. 60–61
13. ↑  Roberts 1997, pp. 64–65
14. ↑  Raven and Roberts, p. 69
15. ↑  Roberts 1997, p. 81
16. ↑  Roberts 1997, p. 60
17. ↑  Raven and Roberts, p. 70
18. ↑  . navweaps.com. 1 April 2010  [4 May 2010]. （原始内容存档于2013-01-30）.
19. ↑  Raven and Roberts 1976, p. 67
20. ↑  . navweaps.com. 23 January 2009  [7 May 2010]. （原始内容存档于2017-04-29）.
21. ↑  . navweaps.com. 25 January 2010  [7 May 2010]. （原始内容存档于1 May 2010）.
22. ↑  Roberts 2001, pp. 17–18
23. ↑  . navweaps.com. 12 January 2009  [7 March 2010]. （原始内容存档于2012-03-30）.
24. ↑  Raven and Roberts 1976, p. 68
25. ↑  Roberts 2001, p. 18
26. ↑  Brooks 2005, p. 273
27. ↑  Roberts 2001, p. 45
28. ↑  Raven and Roberts 1976, p. 68
29. ↑  Roberts 2001, pp. 100, 102
30. ↑  Roberts 2001, p. 18
31. ↑  Raven and Roberts 1976, p. 68
32. ↑  Roberts 2001, p. 18
33. ↑  Raven and Roberts 1976, pp. 67–69
34. ↑  Roberts 1997, p. 60
35. ↑  Raven and Roberts 1976, p. 68
36. ↑  Roberts 1997, p. 60
37. ↑  Roberts 2001, p. 12
38. ↑  Raven and Roberts 1976, p. 93
39. ↑  Roberts 1997, p. 61
40. ↑  Taylor 2004, p. 235
41. ↑  Taylor 2004, pp. 236–238
42. ↑  Taylor 2004, pp. 172–173, 238–240
43. ↑  Taylor 2004, p. 240
44. ↑  Taylor 2004, pp. 192, 240–241
45. ↑  Taylor 2004, pp. 202–203
46. ↑  Taylor 2004, pp. 241–242
47. ↑  Taylor 2004, pp. 218–221
48. ↑  Mearns and White 2001, pp. 198, 202–203

## 外部連結
- HMS Hood website （页面存档备份，存于）